# Burmeistera prunifolia
Burmeistera prunifolia är en klockväxtart som beskrevs av Mcvaugh. Burmeistera prunifolia ingår i släktet Burmeistera och familjen klockväxter.
Artens utbredningsområde är Colombia. Inga underarter finns listade i Catalogue of Life.